# Garnisonskirche Metz

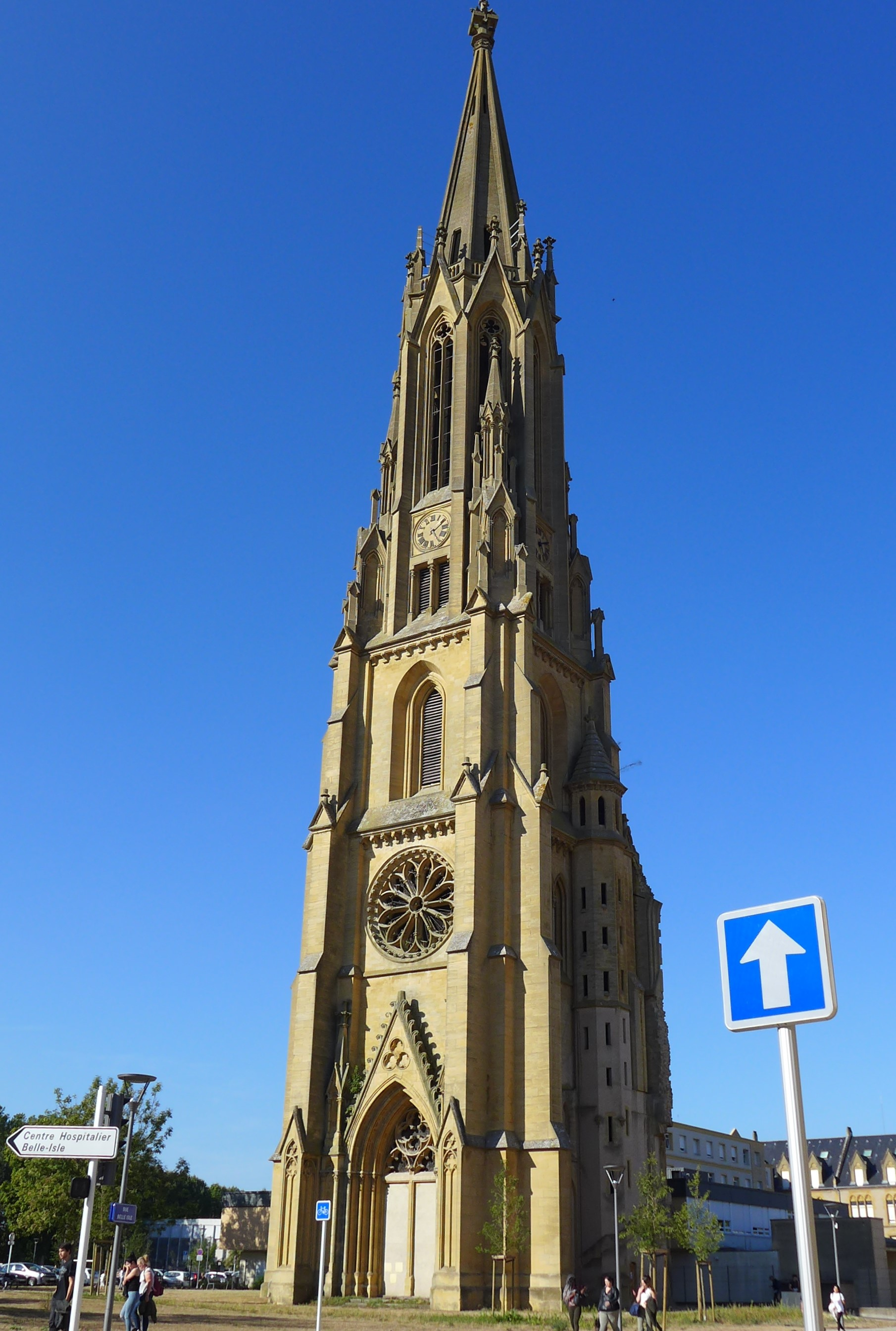
Garnisonskirche Metz, Turmportal

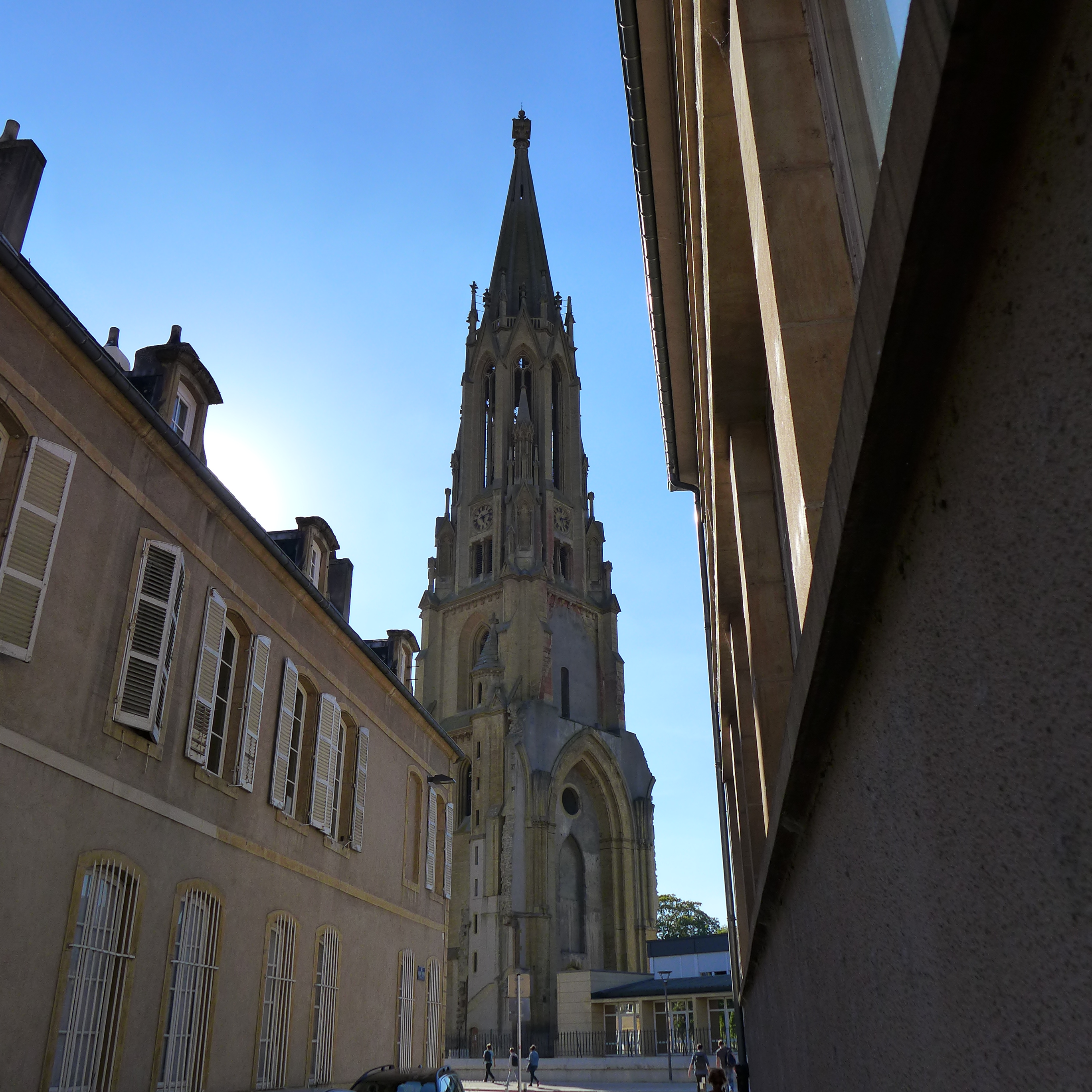
Garnisonskirche Metz, Turmrückseite mit den Überresten des abgerissenen Kirchenschiffs

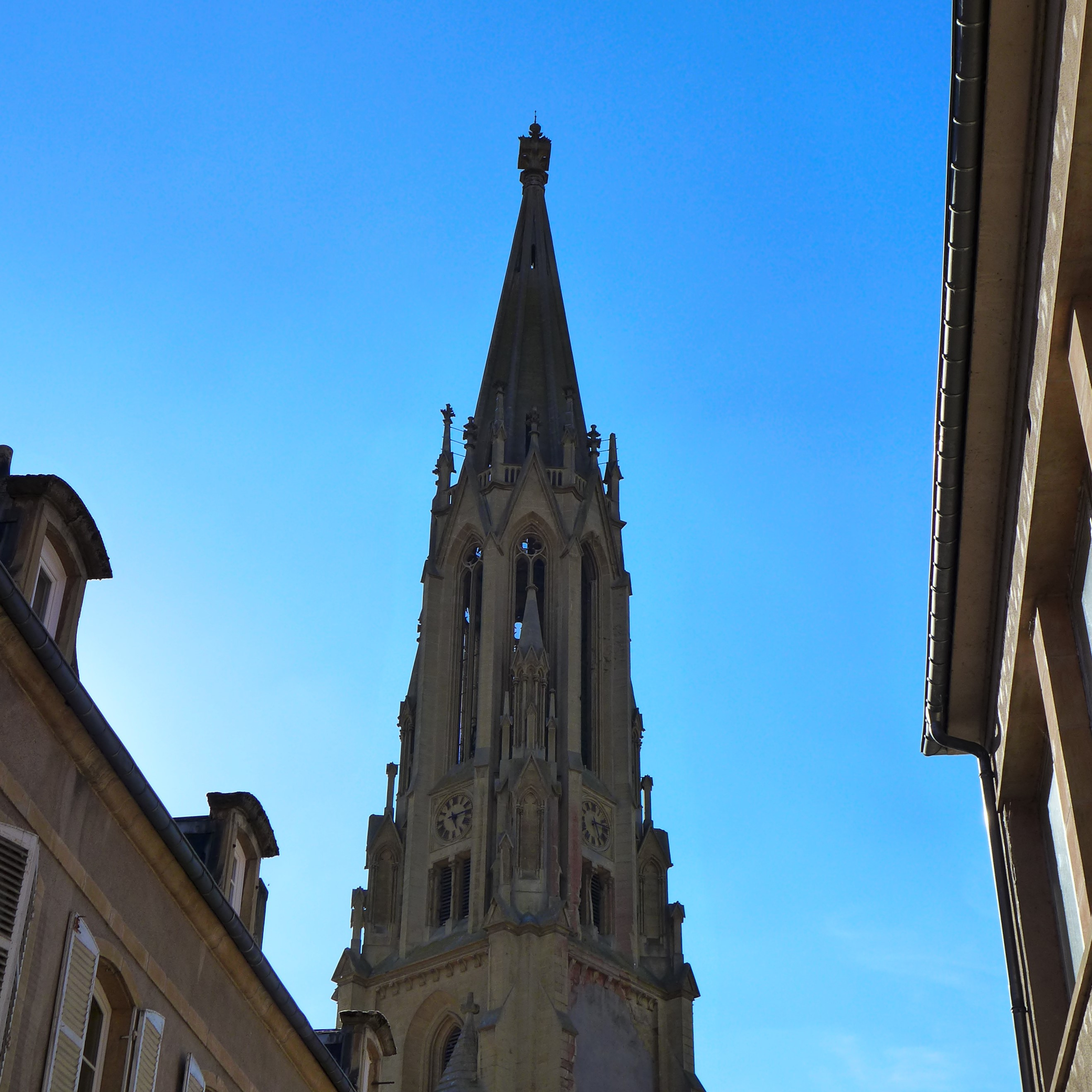
Garnisonskirche Metz, Turmoktogon

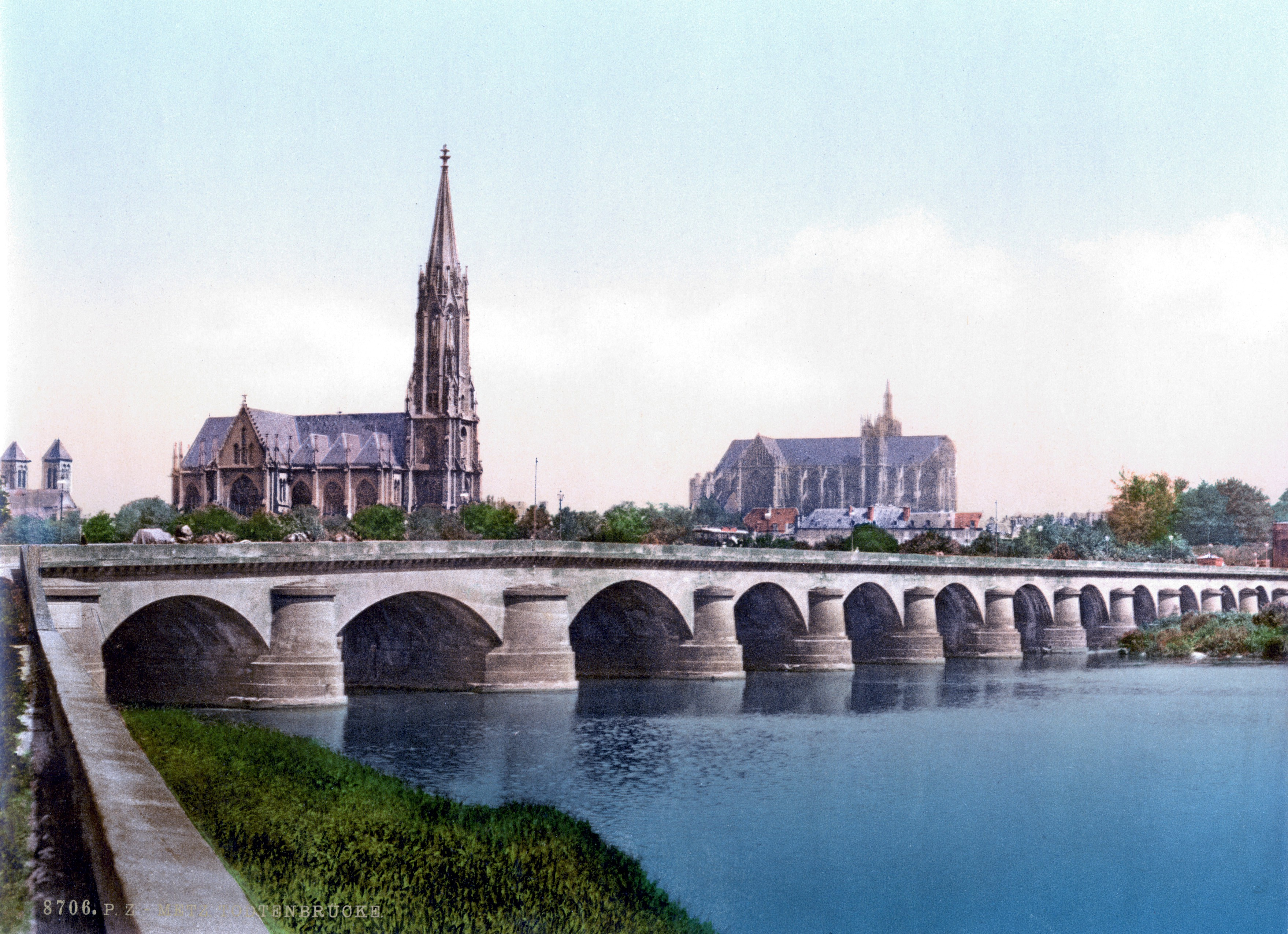
Totenbrücke (Pont des Morts) über die Mosel, von links nach rechts: Abtei St. Vinzenz, Garnisonskirche Metz, Metzer Dom; um das Jahr 1900

Die Garnisonskirche in Metz (französisch: Temple de Garnison) befindet sich in Metz am Square du Luxembourg (vormals französisch: Place du Saulcy; vormals deutsch: Weidenplatz) auf der großen Moselinsel. Das neogotische Kirchenschiff wurde nach einem Brand im Jahr 1946 gesprengt, der Turm blieb aber erhalten. Die Kirche bildete mit dem in den Jahren 1886 bis 1889 errichteten Mathildenstift (heute Hôpital Belle Isle) ein architektonisches Ensemble im Stil der Neogotik. Seit dem Jahr 1972 steht der Turm unter Denkmalschutz.

## Geschichte
Nach der Annexion der Stadt Metz im Deutsch-Französischen Krieg wurde die Stadt zu einem wichtigen Stationierungsort zahlreicher Militärs. Die Garnison hatte eine Stärke von über 7000 Soldaten. Noch bevor die ersten deutschen Kasernen errichtet wurden, baute die Militärbaudirektion in den Jahren von 1875 bis 1881 auf dem westlichen Glacisfeld von Metz eine protestantische Garnisonskirche, die mit 2400 Sitzplätzen zu den größten ihrer Zeit gehörte. 400 Plätze waren für Zivilpersonen reserviert. Der Bau war notwendig geworden, da das protestantische Militär zur katholischen Kathedrale von Metz keinen Zugang hatte und auch die meisten übrigen Kirchen der Stadt katholisch waren. Die kleine evangelische Kirche im Gebäude des Trinitarieroratoriums fasste nur etwas über 300 Menschen. Provisorisch hatte der Militärgottesdienst bis zum Bau der Garnisonskirche in einer Reithalle stattgefunden, die man in einen Betsaal umgewandelt hatte. 
Die Entwürfe für den Neubau der Garnisonskirche erstellte Architekt Buschmann im Auftrag der Berliner Militärbaudirektion. Die Bauleitung vor Ort hatte Garnisons-Bauinspektor Rettig. Die drei großen Glocken des Turmes stammten aus erbeuteten französischen Kanonen des Deutsch-Französischen Krieges. Die feierliche Einweihung der Kirche fand am 4. Juli 1881 statt.
Die Garnisonskirche wurde mit dem Abzug der deutschen Truppen im Jahr 1918 nach dem Ersten Weltkrieg und dem Übergang der Stadt Metz an Frankreich nach den Bestimmungen des Versailler Vertrages praktisch nicht mehr genutzt. Nur noch wenige Gottesdienste fanden in der Zeit zwischen den beiden Weltkriegen des 20. Jahrhunderts statt. Im Zweiten Weltkrieg wurde der Bau leicht beschädigt. 
Der Metzer Stadtrat beriet am 19. Juni 1946 hinsichtlich der zukünftigen Nutzung des Gebäudes. Vorgesehen war eine Umwandlung in ein Haus der sozialen Arbeit oder in eine kommunale Bibliothek. Dagegen erhob sich auch Kritik, da der Turm dabei ohne Nutzen wäre und nur unnötige Kosten verursachen würde. Darüber hinaus verstanden viele Metzer den Bau als Relikt aus der Zeit der deutschen Annexion, dessen Turm die niedrigeren Türme der katholischen Kathedrale „verspotten“ würde. Am Tag der Abstimmung im Stadtrat, dem 28. Juni 1946, brach ein Brand in der Kirche aus, der den hölzernen Dachstuhl völlig vernichtete. Alle steinernen Teile der Kirche, auch die Gewölbe, waren allerdings noch erhalten. Der Metzer Stadtrat beschloss daraufhin mit knapper Mehrheit den totalen Abriss der Kirche. Das Schiff und der Chor der Kirche wurden im Jahr 1952 mit der Zustimmung der Behörde für Denkmalschutz durch Sprengungen völlig zerstört. Nach Beratungen wurde der 97 m hohe Glockenturm allerdings wegen seiner majestätischen Proportionen und der der Stadt Metz schon vertrauten, stadtbildprägenden Silhouette erhalten. Der Platz des früheren Kirchenschiffes wurde später durch Anbauten des Krankenhauses „Hôpital Belle Isle“ (vormals Mathildenstift) überbaut.
Im Jahr 1988 entdeckten Restauratoren in der Kreuzblume des Turmes zwei Pergamenturkunden in verlöteten Kupferdosen aus dem Jahr 1875. 
Aktuell steht der Turm an einigen Tagen Freikletterern zur Verfügung.

## Architektur
Die Metzer Garnisonskirche wurde in den Formen des neogotischen Stils nach früh- und hochgotischen Vorbildern errichtet. Sie entspricht den Vorschriften des Eisenacher Regulativs, einer im Jahr 1861 herausgegebenen Empfehlung zur Gestaltung von protestantischen Kirchenbauten, die bis 1890 Bestand hatte. 
Der als dreischiffige Hallenkirche mit dreijochigem Langhaus, breitem, ausladenden Querhaus und geräumigem, polygonal schließenden Chor ausgeführte Bau wird durch einen an der Vorderfront liegenden, steilaufragenden Turm beherrscht, der vor allem auf Fernwirkung im Moseltal angelegt ist. Im Aufbau des Turmes und der schlichten, schmucklosen Ausführung erinnert die Metzer Garnisonskirche an Beispiele der hannoveranischen Neogotik, wie zum Beispiel an die von Conrad Wilhelm Hase errichtete Christuskirche in Hannover. Die Turmkubatur scheint vom Turm des Freiburger Münsters inspiriert zu sein. Als Baumaterial diente der ortsübliche lothringische Jaumontstein. Von besonderer Bedeutung im städtebaulichen Zusammenhang ist der Turm, der mit 97 m genau einen Meter höher als der Mütte-Turm (Tour de la Mutte) der Kathedrale ist und wegen seiner Dominanz im Stadtbild ein preußisch-protestantisches Hoheitszeichen darstellte. Diese Höhendifferenz war bewusst so angelegt. Mit der Orientierung einer Sichtachse auf den Turm von der Südseite der Place d’armes (Paradeplatz) am Hauptportal der Kathedrale entlang in die abfallende Rue d’Estrées (Domsteigstraße) setzte man die evangelische Garnisonskirche gleich einem Siegesfanal des protestantischen Deutschtums auch vom Stadtzentrum in eine Beziehung zur katholischen Kathedrale. 
Die Garnisonskirche ist nicht wie bei gotischen Vorbildern üblich, geostet, sondern weist wie beim Metzer Dom eine Drehung von mehr als 50° nach Norden auf, so dass die Hauptachse in nordnordöstlicher Richtung liegt. Während man im Mittelalter beim Bau des Domes am Rande der Stadt und am Abhang zum Moselufer nicht anders planen konnte, hätte man beim Bau der Garnisonskirche leicht eine vollendete Ostung bewerkstelligen können. Um die Bezugnahme auf die Kathedrale aber zusätzlich zu verdeutlichen, errichtete man die Garnisonskirche in bewusster Parallelstellung zum Dom.
Im Erdgeschoss des Turmes befindet sich hinter dem wimperggeschmückten Trichterportal eine Vorhalle, darüber ein zierliches Radfenster. In der Höhe der Dachfirste erfolgt, verdeckt durch mächtige Fialen, die Überleitung ins Turmachteck. Wimperge und Fialen zieren die Ecken und die hohen zweibahnigen Schallläden. Der spitze steinerne Turmhelm mit einem Wimpergkranz läuft über profilierte Grate in eine ausladende Kreuzblume aus. Hinsichtlich der Gestaltung der hohen Hallenkirche war es das Ziel, den traditionellen neogotischen Kirchenbau mit Forderungen der moderneren Sakralarchitektur nach Lichtfülle und Übersichtlichkeit zu verbinden. Den Soldaten als Gottesdienstteilnehmer sollte durch die Vereinheitlichung des Raumes eine aktivere Teilnahme am Gottesdienstgeschehen ermöglicht werden. Die Kirche wies eine Länge von etwa 60 m und eine Breite von 27,50 m auf.
Die Fenster des Langhauses nahmen die gesamte Jochbreite ein und belichteten den Predigtraum der Kirche in großem Maße. Die Querschiffe der Garnisonskirche nahmen Bezug zum Querhaus des Metzer Domes mit seinen großdimensionierten Fenstern. Die Querhausgiebel der Garnisonskirche waren mit Lanzett-Drillingsfenster geschmückt. Die beim Abriss des Schiffes zerstörte innere Ausstattung war der neogotischen Gestaltung der Architektur angepasst.